# Charmosyna rubronotata
Charmosyna rubronotata là một loài chim trong họ Psittacidae.